# Søren Kjærsgaard
Søren Kjærsgaard (født 5. oktober 1975) er tidligere borgmester i Holbæk Kommune, valgt for Venstre.
Kjærsgaard er cand.jur. fra Københavns Universitet 2002 og var før sit borgmesterembede beskæftiget som advokat.
Han opnåede valg til kommunalbestyrelsen første gang ved valget i 2005 under navnet Søren Andersen med 322 personlige stemmer.
Ved et opstillingsmøde i 2008 blev han valgt til spidskandidat for vælgerforeningen Venstre i Holbæk Kommune hvor han afløste Jens Stenbæk. 
I forbindelse med konstitueringsprocessen på valgnatten ved kommunalvalget i 2009 lykkedes det ham at overtage borgmesterposten i Holbæk Kommune med opbakning fra alle partier der opnåede valg, med undtagelse af Socialdemokratiet. 
Konstitueringen er kendt som den violette konstituering, i det den består af Venstre (V), Socialistisk Folkeparti (F), Konservative (C), Dansk Folkeparti (O) og Det Radikale Venstre (R) – en sjælden konstituering hvor Socialistisk Folkeparti (en del af rød blok) valgte at støtte de resterende partier (den blå blok) og dannede en såkaldt bred konstituering.
Søren Kjærsgaard er desuden formand for Det Danske Miljømærkenævn.
Siden 1. juni 2018 har Søren Kjærsgaard været ansat som udviklingsdirektør i Sparekassen Sjælland-Fyn 